# Tilda Thamar
Tilda Thamar, nome d'arte di Matilde Sofía Margarita Abrecht (Urdinarrain, 7 dicembre 1921 – Clermont-en-Argonne, 12 aprile 1989), è stata un'attrice, regista e pittrice argentina.

## Biografia
Figlia di due tedeschi immigrati in Argentina, Matilde Abrecht ereditò da loro i capelli biondi e gli occhi chiari oltre che, dalla madre Martha, l'anagramma del nome che formerà il suo cognome artistico, Thamar. Quando, appassionata d'arte, nel 1937 si diplomò all'Accademia di Buenos Aires, aveva già partecipato con un piccolo ruolo in un modesto film, il Don Quijote del altillo del regista Manuel Romero. Altri ne seguirono, fino alla sua apparizione, poco vestita, ne Le pijama de Adán  (1942), che provocò scandalo. Anche in Adán y la serpiente (1946) fecero sensazione le immagini di Tilda Thamar in bikini e il film fu vietato ai minori di 18 anni. Ancora più scandalo provocarono, nel 1946, i suoi nudi artistici prodotti dalla fotografa Annemarie Heinrich,

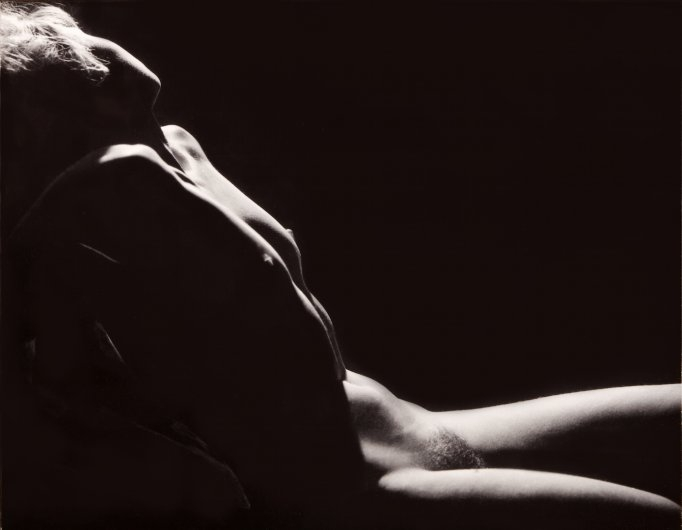
Tilda Thamar in una foto di Annemarie Heinrich

Tilda preferì allontanarsi dall'Argentina e nel 1948 si trasferì in Francia, accompagnata dalla fama di femme fatale e di bomba atomica argentina. In Europa girò in cinque anni quindici film, in maggioranza polizieschi, dal francese L'ange rouge allo spagnolo Huyendo de sí mismo, compreso anche un film italiano, la Legione straniera di Basilio Franchina. Tornò anche in Argentina, dopo la caduta del presidente Perón, per girare alcuni film, ma continuò a risiedere in Francia.
Divorziata da un nobile albanese, il conte Toptani, nel 1956 sposò il pittore spagnolo Alejo Vidal-Quadras (1919-1994), col quale visse fino al divorzio nel 1970. La sua carriera declinò con la fine degli anni Cinquanta. Nel 1974 scrisse, produsse, diresse e interpretò un film, L'appel, che voleva essere un'opera ambiziosa ma non ebbe successo di pubblico né ottenne il favore della critica. Si dedicò infine alla pittura, esponendo a Parigi e a Buenos Aires i suoi quadri di stile naïf.
Tilda Thamar mori il 12 aprile 1989 in un incidente stradale nelle Argonne. Nella città natale di Urdinarrain è stato creato un museo con le sue opere pittoriche.

## Filmografia parziale
- Don Quijote del altillo, regia di Manuel Romero (1936) - non accreditata
- Melgarejo, regia di Luis Moglia Barth (1937)
- ¡Segundos afuera!, regia di Israel Chas de Cruz e Alberto Etchebehere (1937)
- El loco Serenata, regia di Luis Saslavsky (1939) - non accreditata
- Encadenado, regia di Enrique de Rosas (1940)
- Dama de compañía, regia di Alberto de Zavalía (1940)
- Adolescencia, regia di Francisco Múgica (1942)
- Ceniza al viento, regia di Luis Saslavsky (1942)
- El pijama de Adán, regia di Francisco Múgica (1942)
- Nahuel haupi, regia di Pessano (1942)
- El espejo, regia di Francisco Múgica (1943)
- Todo un hombre, regia di Pierre Chenal (1943)
- Delirio, regia di Arturo García Buhr (1944)
- La casta Susana, regia di Benito Perojo (1944)
- El muerto falta a la cita, regia di Pierre Chenal (1944)
- Despertar a la vida, regia di Mario Soffici (1945)
- La señora de Pérez se divorcia, regia di Carlos Hugo Christensen (1945)
- No salgas esta noche, regia di Luis Bayón Herrera e Arturo García Buhr (1946)
- Adán y la serpiente, regia di Carlos Hugo Christensen (1946)
- Un modelo de París, regia di Luis Bayón Herrera (1946)
- La hostería del caballito blanco, regia di Benito Perojo (1948)
- Novio, marido y amante, regia di Mario C. Lugones (1948)
- L'Ange rouge, regia di Jacques Daniel-Norman (1949)
- Ronde de nuit, regia di François Campaux (1949)
- Amour et compagnie, regia di Gilles Grangier (1950)
- Porte d'orient, regia di Jacques Daroy (1950)
- Giustizia senza processo (Sérénade au bourreau), regia di Jean Stelli (1951)
- Bouquet de joie, regia di Maurice Cam (1951)
- El cerco del diablo (1952)
- Legione straniera (1953)
- Muß man sich gleich scheiden lassen? (1953)
- The Master Plan (1954)
- Huyendo de sí mismo (1955)
- La mujer desnuda (1955)
- Paris, Palace Hôtel, regia di Henri Verneuil (1956)
- La dama del millón (1956)
- I fanatici (1957)
- Il diplomatico e l'avventuriera (1957)
- Friends and Neighbours (1959)
- Vicky... Cover Girl (1966)
- Un ange au paradis (1973)
- L'appel (1974)
- I violentatori della notte (Les Prédateurs de la Nuit) (1988)